# Borsa Istanbul
La Borsa İstanbul (abreviada como BIST, en español Bolsa Estambul) es la única bolsa turca de negociación de valores. Combina la antigua Bolsa de Valores de Estambul (ISE) (en turco: İstanbul Menkul Kıymetler Borsası, IMKB), la Bolsa de Oro de Estambul (en turco: İstanbul Altın Borsası, İAB) y la Bolsa de Derivados de Turquía (en turco: Vadeli İşlem Opsiyon Borsası, VOB) bajo un mismo paraguas. Se estableció como una empresa incorporada con un capital fundacional de ₺423,234,000 el 3 de abril de 2013 y comenzó a operar el 5 de abril de 2013. Su lema es "vale la pena invertir".
Los accionistas de Borsa İstanbul son: 49% del Gobierno de Turquía, 41% IMKB, 5% VOB, 4% miembros de IMKB, 1% corredores de IMKB y 0.3% miembros de IAB. Se planea que todas las acciones propiedad del Gobierno sean puestas a la venta. 
La bolsa fue fundada el 26 de diciembre de 1985 en Estambul. Se encuentra en el distrito de Sarıyer, en el lado europeo de Estambul. El presidente del consejo es Himmet Karadağ y el director ejecutivo es Osman Saraç. Los horarios de negociación son de 9:30 a 12:30 horas (hora estándar de Europa Oriental) para la primera sesión y de 14:00 a 17:30 horas (hora estándar de Europa Oriental) para la segunda sesión. El 5 de abril de 2013, la Bolsa de Valores de Estambul (ISE) fue renombrada a Borsa Istanbul (BIST).